# Nijmegen Centre for Border Research
Het Nijmegen Centre for Border Research (NCBR) is een in Nijmegen aan de Radboud Universiteit gevestigde onderzoeksinstelling die lopend onderzoek uitvoert naar grenzen, identiteiten en grensoverschrijdende interactie.
De sociale constructie van de grens en van "het andere" aan de andere kant van de grens speelt in de bestudering een belangrijke rol. Ruimtelijke identiteiten en identiteitsvorming, processen van in- en uitsluiting, fenomenen zoals migratie, transnationaliteit, supranationaliteit, integratie, open grenzen, transnational governance, vermarkting van de grens, critical geopolitics etc. staan daarbij centraal.